# アル・カポネ
アル・カポネ（英語: Al Capone、1899年1月17日 - 1947年1月25日）は、アメリカ合衆国のギャング。禁酒法時代のシカゴで、高級ホテルを根城に密造酒販売・売春業・賭博業の犯罪組織を運営し、機関銃を使った機銃掃射まがいの抗争で多くの死者を出したことでも知られている。一方で、黒人やユダヤ人を差別しなかったことも伝えられている。頬に傷跡があったことで「スカーフェイス」という通り名があった。家族は妻のメエと息子のソニーがいる。

## 生涯

### 生い立ちから暗黒街まで

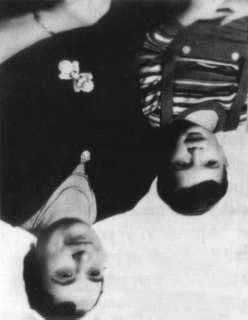
アルと母のテレサ

1899年1月17日、アル・カポネはニューヨーク州ニューヨークのブルックリン区にて、イタリアのカンパニア州サレルノ県アングリ出身のイタリア系アメリカ人の家庭に9人兄弟の四男として誕生した。父のガブリエーレは理髪師であり、母のテレーザは裁縫婦であった。
少年時代のアルは6年生まで成績も良かったが、その後は学校をサボタージュするようになった。7年生に進級する頃、担任の女性教師に注意され、殴り合いの喧嘩となって以来は学校には行かなかったという。この頃のアルは遊び好きで、洒落た服を着て外出してはしゃいだりした。また、ビリヤードの名手で町のチャンピオンであったという。
幼友達だったエドワード・ディーン・サリヴァンによれば、アルは無邪気な少年で酒は一滴も飲まなかったが、「アドニス社交クラブ」という暴力の巣窟のような店に出入りしていたという。ここでアルは銃の扱い方を覚え、イタリアン・マフィアの幹部ジョニー・トーリオとも出会った。
まだ駆け出しの頃、アルはトーリオの紹介でフランキー・イェールと出会う。アルはイェールに気に入られ、彼の店である「ハーヴァード・イン」で皿洗い・給仕・バーテンダー・用心棒まで何でもこなした。そしてイェールに認められて本格的に暗黒街に入った。その時、アルはシチリア出身では無かったためマフィア本流には加われなかった。
1920年（1919年や1921年とする説もある）、アルはトーリオに呼ばれてイリノイ州シカゴへ行った。この頃、アルは、ホワイト・ハンドを痛めつけたため、ボスのワイルド・ビル・ロベットから狙われていた。他にも2件の殺人事件に関与し、起訴されそうでもあった。
そのため、アルにとってこのシカゴ行きは丁度良かった。シカゴへ行く時、アルは友人のラッキー・ルチアーノから2万ドルの餞別をもらったという。シカゴでは、アルは最初ジム・コロシモの売春宿でポン引きなどをしていた。この下積み時代に不正事業を組織化して反対派と和解するトーリオの手法を見習ったという。
その後、アルは1年と経たないうちに、トーリオの犯罪帝国で出世し、賭博場兼売春宿の支配人になった。「雇われ人」から「パートナー」に昇進したアルは、もう以前のように客引きなどをする必要はなくなった。この頃、アルはすでに2万5千ドル近い年収を稼ぐ実業家になっていたという。さらにアルはシカゴに自分名義で家を購入し、ブルックリンから家族を呼んだ。妻子だけではなく母や兄弟たちも呼んだ。その後、ウィリアム・E・ディヴヴァーがシカゴ市長になると政治改革が続くと考え、事業の本部をシセロへ移した。
ダイオン・オバニオンを暗殺した頃から、アルは自分も暗殺されるのではないかという恐怖から警備が厳重になった。どこに行くにも両脇に2人のボディーガードを連れて行き、外出には必ず車を使った。この時期、自宅以外1人でいることは無かったという。
1925年1月12日にハイミー・ワイスとスキーマー・ドルッチとジョージ・モランは最初のカポネ暗殺を企て、アルの車にトミーガンで攻撃した。ボンネットが引き裂かれ、エンジンが壊れるほどの威力であった。運転手は負傷したが、アルは車にいなかったため無事だった。その後トミー・クイリンジョーネという若い運転手が誘拐されて殺害されるという事件があった。

### 暗黒街の顔役
1925年にジョニー・トーリオが敵に襲われて引退すると、アルは組織の縄張りを譲られ、26歳にして組織のトップに立った。アルは酒の密売でのし上がっていくが、その過程で次々と敵を抹殺していった。さらにウィリアム・ヘイル・トンプソンをはじめ、市議会議員、警察などの官憲を買収して、アルは組織の勢力の拡大と安泰化を図った。1920年代のアル・カポネは、実質的に市長ともいえる存在となっていた。1927年頃にはシカゴで有名人となり、1929年にカポネ一家の年間の収益は6200万ドル（現在の貨幣価値に換算すると8億3千万ドル）にもなった。
また、アル・カポネはジャズの大ファンであり、秘密の酒場や会員制クラブで、黒人ジャズ・ミュージシャンに演奏させた。また、黒人やユダヤ人に対して人種差別をしなかった。シカゴのギャングたちは、カポネ以外にもジャズ・ファンが何人もいたという。カポネは白人が密造ウイスキーを扱うと断固たる姿勢を示したが、黒人が密造酒を扱った場合は、それを認めていた。
部下のジャック・マクガーンが「ジョージ・“バグズ”・モラン一味を抹殺すべきだ」と言ったとき、アルにとってもモランは商売敵で自分の命を脅かす存在だったため、それに同意し、彼に1万ドルと暗殺にかかる諸経費を支払う約束をした。
そして1929年2月14日、「聖バレンタインデーの虐殺」は実行された。この事件は全米のマスコミに大きく取り上げられた。虐殺が行なわれた当時、アルはマイアミ・ビーチに滞在していた。警察はアルを疑い電話の記録を調べたが、事件の前後数日間はシカゴからの記録もなかった。
1929年5月、アトランティック・シティで行なわれた暗黒街の会議の後、アルは拳銃の不法所持で自作自演で「逮捕」された。その理由は、「聖バレンタインデーの虐殺」でカポネの行動が目立ちすぎているので、世間の非難の目をそらすという意味だった。このことも会議の議題の一つになっていた。
アル・カポネの刑期は1929年5月17日から1930年3月17日の10ヶ月間だった。刑務所内ではアルは言うまでもなく特別待遇だった。一部資料によると莫大な利益を上げているアル・カポネと、ニューヨークやその他のギャングの仲が悪くなり、アル・カポネが身の危険を感じたためだという話もある。
1930年の暮れ、逮捕を逃れるため、アルはシカゴのサウス・ステート・ストリート935番地の店で貧しい人たちに1日に3度、無料の食事を提供した。「無料給食を運営するのは1ヶ月に1万ドル経費が掛かる」とアルは言っていた。このことは新聞などでも報じられ、市民は歓迎した。しかし、実際には経費のほとんどはアル・カポネ自身が負担したのではなく、地元のパン屋、生肉業者、コーヒー豆屋などに寄付させたもので、彼らはアルの言いなり状態だったという。

### アメリカ合衆国 対 アル・カポネ
フーヴァー政権下で財務長官アンドリュー・メロンの号令のもと、所得税の脱税と、ボルステッド法違反の両面からアル・カポネに対する追及が進められた。特に後者で密造酒関係の調査を行なったエリオット・ネスのチームは「アンタッチャブル」と呼ばれ世間の耳目を集めたが、最終的に脱税を主としてカポネは告発された。
1931年10月7日にアル・カポネの脱税裁判が始まった。裁判ではかつてカポネ帝国の会計係だったフレッド・リースが証言台に立ち賭博場のことなどを証言した。アルは合計11年の懲役、罰金5万ドルの有罪判決を受けた。刑を宣告されたとき、アルは自分が予想していたよりも過酷な宣告だったため、微笑は苦いもので今にも怒りが爆発しそうだったという。
アルは裁判が始まる前に、陪審員候補者のリストを入手して1人1,000ドルで買収した。しかし、このことはアルの一味だったエドワード・J・オヘアが事前に密告したため、開廷するや陪審員を入れ替えられてしまい、目論見が外れた。アル・カポネは事前に陪審員を買収したということもあって、彼の弁護士は裁判での弁護を怠っていたといわれている。

### 刑務所へ
1931年10月24日、アルはイリノイ州クック郡刑務所に入った。この刑務所でアルは所長と職員を買収し、所長がアルの機嫌をとっていたという。レキシントン・ホテルに住んでいたころと変わらない豪華な生活をしており、そこから以前と同じように組織を動かしていた。しかし1932年5月2日、アルにとって最後の望みであった再審請求は最高裁から退けられた。この時、アルはかなり失望したという。
1932年5月3日の午後、アルは家族に別れを告げて列車でジョージア州アトランタの刑務所へ向かった。この時アトランタへ向かうアルを見ようと来たエリオット・ネスがおり、アルとネスは少し話をしたという。アルとネスが会ったのはこの時が最後である。
アルがアトランタ刑務所に入った頃、新聞には「アル・カポネが刑務所を牛耳っている」と書かれていたが、実際には逆で、アルが他の囚人の標的になっており、「酒と女はどこにある、デブ」などと罵倒されたりもした。しかし、刑務所内では娑婆にいた頃、アルに世話になった者もいて、そういった連中はアルの味方になった。ここでのアルの仕事は靴工場で靴の修理だった。毎日8時間電動ミシンで靴底を縫い合わせていたという。

### アルカトラズ刑務所

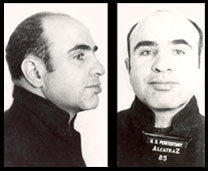
アルカトラズ刑務所のカポネ

1932年8月22日にカリフォルニア州サンフランシスコのアルカトラズ刑務所に到着。囚人は列車から船に乗り換えて刑務所に移送されるが、カポネの逃亡及び奪還を恐れた当局は、客車から彼を降車させず、客車をはしけに乗せて、直接刑務所まで船でけん引して移送した。囚人番号は「Az-85」号である。
刑務所の中では、風呂場の掃除係として従順に刑に服しており、他の囚人からは「wop with the mop（「モップを持ったイタリア野郎」の意。wop（ウォップ）はイタリア系に対する蔑称）と呼ばれていた。刑務所内での態度は良好で、週末には囚人仲間とバンジョーを演奏して楽しんでいたという。しかし、次第に若年時に感染した梅毒が悪化し始める。
1936年に囚人によるストライキがあったが、アルは参加しなかった。このことで他の囚人から「妻と子を殺してやる」などの脅しを受けた。すると、アルは独房で毛布を頭からかぶり泣いていたという。この子供じみた行動も、梅毒による痴呆症状だが、看守や囚人たちはそれと知らないので、長い刑務所暮らしで頭がおかしくなったのだろうと思っていた。
ストライキに参加しなかったことで恨まれたアルは、同年6月23日に散髪所にいたところを、囚人のジェームズ・C・ルーカスによって、背後から剃刀で切りつけられた。アルはルーカスを壁に叩きつけて反撃し、ルーカスは独房送りになった。

### 連邦矯正施設へ
その後、アルの梅毒はますます悪化し、心身は衰弱していった。1938年の検査で初めて梅毒が発覚し、刑務所の医師は症状の改善を期待してマラリアを接種したが、ほとんど効果は無かった。
1939年1月にロサンゼルス近くの連邦矯正施設に移送され、そこで残りの刑期の1年近くを過ごす。同年10月25日、連邦捜査局捜査官のD・W・マジーがアルを面会した。彼はこの時の面会について、アルは現実と妄想の区別が付かず、理性を失っていたと感じたという。

### 出所から死亡まで
1939年11月16日、アルは釈放された。このときのアルは、クック郡刑務所に入るときの身なりがよく自信に満ちあふれた人物とは別人であったという。出所後、アルはボルチモアのユニオン記念病院で、梅毒の治療を受けることになる。
4ヶ月の治療の後、アルと家族はフロリダのパームアイランド島にある家で生活する。この頃、アルの家には暗黒街の人間が訪れてきて、アルと雑談をしたり他の兄弟と商談をしたという。
第二次世界大戦が終結する1945年、アルは梅毒治療として、民間人で初めてペニシリンを投与されたが、病気が進行しすぎていたため、効果はなかった。
1947年1月25日土曜日の東部標準時午前7時25分、アルは脳卒中に伴う肺炎により死亡した。48歳没。出所してから死亡するまで、かつて牛耳ったシカゴへは戻ることはなかった。アルは土曜日に死亡したので、各紙の日曜日版には大きく報じられた。ニューヨーク・タイムズはこのことを「悪夢の終わり」と伝えた。1947年2月4日に行われた葬儀の会葬者の中には、かつて「アルの側近」だったジェイク・グージックや、後に「シカゴの大物ボス」になるマレー・ハンフリーズの姿もあった。
アルが死んだ後、シカゴ暗黒街のボスはフランク・ニティ、ポール・リッカ、トニー・アッカルド、サム・ジアンカーナ、サム・バッタグリアと引き継がれていく。

## スカーフェイス
ハーヴァード・インで働いていた10代の頃、ある夜アルは店に来た若い女性客に卑猥な言葉を使った。すると、女性の兄のフランク・ガルチョが怒ってアルを殴り、更にナイフで左頬と首筋を切りつけ、店から逃げた。
この後、アルがガルチョを探しだして報復しようとしたが、このことを聞いたガルチョは知り合いを通じ、サルヴァトーレ・ルカーニア（後のラッキー・ルチアーノ）に仲裁を頼み、アル、ルカニーア、ガルチョ、そしてイェールは話し合いの場を持った。その結果、ガルチョの妹を侮辱したアルがガルチョに謝罪することになった。
後年、大物になったアルはガルチョに報復する事はせず、そればかりか週給100ドルで使い走りに雇ったという。
この事件で顔に傷がついたことでアルには「スカーフェイス（疵面）」という異名がついた。しかし本人はこの呼び名を嫌っていたため、本人の前でそう呼ぶ者はいなかった。

## シセロ・トリビューン紙
1920年代にロバート・セント・ジョンというジャーナリストはシセロ・トリビューンという新聞でカポネ一味の悪影響を糾弾し、暴露していた。そのため、ラルフ・カポネが部下を使いセント・ジョンを暴行した。アルはそのことを謝り、金で解決しようとした。しかし、セント・ジョンは金を受け取らなかった。そのため、アルは新聞社の出資者に圧力をかけ、新聞社の権利を買い取ることにした。その後、セント・ジョンは新聞社を去った。

## マクスウィギン事件
1926年4月27日、カポネ組の構成員が敵のオドンネル兄弟と間違えてウィリアム・H・マクスウィギンという若い検事を殺害してしまう殺人事件が発生した。そのためアル・カポネは指名手配された。300人の刑事が3ヶ月捜査してもアル・カポネは見つからなかったので、世間ではアル・カポネはカナダかイタリアへ逃亡したのではないかという噂が流れた。しかし、実はアルはミシガン州ランシングに身を隠し、友人のアンジェロ・マストロピエトロの協力を得て、安楽な逃亡生活を送っていた。
ランシングでのアルは暴力や殺人はなかったが、それでも警戒してジャック・マクガーンとフランク・ニティの2人の部下を呼んだ。アルはランシング郊外のラウンド・レイクの湖の周辺を散歩したり、ひと泳ぎしたり、ときには湖に遊びに来た子供たちの相手をした。ランシングに住むイタリア系の人々はアルの潜伏に手を貸していた。この頃ランシングの人たちはブラック・ハンドの残党やパープル・ギャングの犠牲になっていた。アルはそういった連中に「ランシングの人たちに手を出すなら、このアル・カポネが相手になる」と言うと、彼らは手を引いたという。貧しい家庭には生活費や学費を出したり、子供たちを連れてアイスクリームを買いにいったり、こうしてアルはこの街で人気者になった。
3ヶ月間ランシングで過ごした後、アルはシカゴへ戻った。1926年7月29日、アルはシカゴ刑事裁判所に出頭した。
警察などが事件を調べていくうちに、この「マクスウィギン殺人事件」は起るべくして起った事故ということになった。なぜなら、マクスウィギンはアイルランド系のギャングスターと付き合いがあり、禁酒法に違反してもぐり酒場にも頻繁に出入りし、とても検事とは思えない行動をとっていたためであった。アルに対しても、3ヶ月間行方をくらましている間に市民の怒りはおさまっており、捜査でも事件について法的に立証できず、アルは自由の身になった。

## 恩師イェール暗殺
1928年、この頃のアルはフランキー・イェールとの闇酒取引はうまくいっていなかった。イェールは酒を運ぶトラックの強奪が増え続けていると言っていた。このことについてアルはイェール本人を疑っていた。この輸送ルートはカポネ組の大きな収入源（この頃アルの年収は推定で1億ドルを超えていた）の一つだった。
この真相を詳しく知るために、アルは友人のジェームズ・デ・アマートをブルックリンに送りイェールの監視を頼むが、アマートはやがて何者かに殺された。そしてイェールの闇酒取引の不正が疑いから確信に変わり、アルはジェイク・グージックらと暗殺を計画する。
アルはマクガーン、アルバート・アンセルミ、ジョン・スカリーゼ、フレッド＜キラー＞バーグの部下を使い、1928年7月1日に暗殺を実行する。その年の夏の終わりに、イェール暗殺の仕返しと思われる事件があった。アルの友人でウニオーネ・シチリオーネの会長のアントニオ・ロンバルドが暗殺され、そのあとを継いだパスカリーノ・ロロルドも暗殺された。

## ニューヨーク・マフィアとの関係
1929年、ニューヨークで「カステランマレーゼ戦争」（1929年 - 1931年）と呼ばれるイタリア系マフィアの覇権争いが始まった。それは、サルヴァトーレ・マランツァーノ（1886年 - 1931年）とジョー・マッセリア（1879年 - 1931年）の間のギャング抗争であり、1931年、アル・カポネは最初マッセリア側に軍資金を送ったが、マランツァーノ側から「早まったマネはしない方が良い」と言われ、アルはそれ以上のことはしなかった。
4月にマッセリアが暗殺されて抗争が終わり、5月にシカゴでギャングの集まりがあった時に、マランツァーノはアルのことをシカゴ・ファミリーのボスとして認め、アルを讃える演説をした。
このときアルは、マランツァーノにダイヤをちりばめた腕時計を贈った。マランツァーノに同行して来たジョゼフ・ボナンノはこのときのことを「カポネは最高のホストだった」と絶賛している。
マランツァーノはニューヨークのマフィアを5つのグループに分割して五大ファミリーを統括するボスとなったが、9月にマッセリアと協定を結んでいたコーサ・ノストラのラッキー・ルチアーノに暗殺され、ニューヨーク・マフィアはラッキー・ルチアーノの傘下となった。さらにルチアーノはコミッションの元にen:Philadelphia crime family・en:Buffalo crime family・en:Los Angeles crime family・シカゴ・アウトフィットを置く現在に続く組織を固め、後にen:Detroit Partnership・en:Kansas City crime familyが加わった。ラッキー・ルチアーノも前述のシカゴ会合に出席している。

## 人物エピソード
アルは身長は179cmで、当時としては大柄であった。若い頃のアルは家族思いで、チンピラ時代に3〜10ドルの金を稼ぐと、その金を家に持ちかえり母親に渡すような少年だった。成長するに従い、アルはファイヴ・ポインツ・ジュニアなど色々なギャングに入ったりもしたが堅気の仕事もしており、製本工場やボウリング場で働いていた。
メエとの出会いは19歳のときである。1918年12月4日に息子のソニーが生まれ、12月30日に結婚式が行われた。実際のアルは、結婚してからイェール（ニューヨークのギャング、後出）の下で働くのを一時期やめて、ボルチモアへ行き、建設会社に簿記係（この時代のギャングで簿記が出来たのはアル・カポネぐらいであろう）として就職した。そして、アルは毎日スーツにネクタイのまじめな服装で経営者のピーター・アイエロの事務所へ出勤した。近所の住民によると、当時のアルは頭の良い好人物であったという。しかし、父ガブリエーレが死んだ1920年ごろにジョニー・トーリオとイェールとの付き合いを再開した。
1920年、アルは勤務先のアイエロに退職を申し出た。餞別としてアイエロはアルに500ドル貸し、アルはこの恩義を決して忘れなかった。後年にピーター・アイエロが技術大会でシカゴに来たとき、大物になったアルは彼を歓迎する宴会を開き、シセロではパレードを行なった。
酒の密売については、「俺は人々が望むものを与えてきた。なのに俺に返ってくるのは悪口だけだ」と言っていた。ボクシング世界チャンピオンのジャック・デンプシーとは友人だった時期もあり、試合前には花束を贈ったりもした。デンプシーもアルのことを「最高のファンの一人」と言っていた。
アルはその陽気な性格からマスコミにも取り上げられることが多く、自らも生活貧窮者に対する食事の無料給付の慈善事業を行うなど大衆の支持獲得に腐心した。しかしその金は汚い、もしくは違法に稼いだ金が元であった。
アルは世の中について「他人が汗水たらして稼いだ金を価値のない株に変える悪徳銀行家は、家族を養うために盗みを働く気の毒な奴より、よっぽど刑務所行きの資格がある。この稼業に入るまでは悪徳政治家など、世の中には高価な服を着て偉そうな話し方をする悪党がこんなに多いとは知らなかった」と、自らのことは棚に置き、コーネリアス・ヴァンダービルトのインタビューで答えている。

## 大衆文化への影響

### 映画・テレビ
アル・カポネをモデルにした映画やテレビドラマは数多く作られ、今も歴史上最も有名なギャングとして語り伝えられている。エドワード・G・ロビンソン主演の『犯罪王リコ』やジェームズ・キャグニー主演の『民衆の敵』はアル・カポネをモデルにした映画である。
また、ポール・ムニ主演の有名な『暗黒街の顔役』もアル・カポネをモデルにしている。1975年のトニー・カーチス主演『暗黒街の顔役』リメイク版も、戦前のオリジナル同様、映画評論家から好評価を得た。アル・パチーノ主演の『スカーフェイス』はそのリメイク版。
1957年に酒類取締局捜査官エリオット・ネスの活躍を描いて発行された『The Untouchables』は、1950年代後半に『アンタッチャブル』としてテレビドラマ化され人気を博したが、内容のほとんどはドラマシリーズ用のフィクションである。描かれているネスやアル・カポネの人物像には、現実との乖離が指摘されている。
なお、『The Untouchables』の映像化作品には、1950年代後半〜1960年代初頭にかけて放送された残党を逮捕する上記テレビドラマ版の他に、そのパイロット版でテレビ放送に先駆けて公開されたカポネ逮捕劇のテレビ映画『どてっ腹に穴をあけろ』（VHS邦題『ザ・アンタッチャブル どてっ腹に穴をあけろ』）、1987年に製作・公開されて大ヒットしたリメイク映画版『アンタッチャブル』（ブライアン・デ・パルマ監督作品。主演：ケビン・コスナー。カポネ役：ロバート・デ・ニーロ）、1990年代にテレビドラマ化されたリメイクテレビドラマ版『新アンタッチャブル』がある。
2009年公開の『ナイトミュージアム2』ではスミソニアン博物館の展示物、カームンラーに協力する敵役として登場。演じたのはジョン・バーンサル。他の展示物と違い、彼や部下は白黒の等身大写真。常にマシンガンを持っているが、展示物なので弾は出ない。
のちにウクライナの大統領となるウォロディミル・ゼレンスキーが出演したウクライナのテレビドラマ「国民の僕」では、2015年放送の第1シーズンに登場する。「国民の僕」は、ゼレンスキー演じるヴァシリ・ゴロボロジコという歴史教師がひょんなことから大統領に就任し、正義感あふれる政治行動でウクライナを立て直すストーリーである。本作では、ゴロボロジコが歴史教師だったことからゴロボロジコに啓示を与える存在として歴史上の人物が度々登場し、アル・カポネも12話で登場、脱税を厳しく取り締まることで報復される恐れがあることを示唆する。
2021年には映画『カポネ』が公開された。大部分はフィクションなものの一部は史実に基づいている。
他のアル・カポネを題材とした映画やテレビドラマには、1959年の映画『暗黒の大統領カポネ』、1967年の映画『聖バレンタインの虐殺/マシンガン・シティ』、1975年の映画『ビッグ・ボス』、1989年のテレビ映画『新アンタッチャブル/カポネの逆襲』、梶山季之が1971年に発表した小説を原作とした1985年の日本映画『カポネ大いに泣く』などがある。

### 音楽
ジャマイカのディージェイ、デニス・アルカポーンはカポネから影響を受け、自らの芸名とした。「Guns Don't Argue」など、自らをカポネになぞらえた作品も多く発表している。イギリスのグループ、ペイパー・レースは「ザ・ナイト・シカゴ・ダイド」の歌詞の一部で、アル・カポネについても歌っている。チカーノ・ラップでもアルカポネを名前にいただいたラッパー、Mr.CaponEが人気となった。

### 舞台
2015年、宝塚歌劇団雪組公演のミュージカル『アル・カポネ　―スカーフェイスに秘められた真実―』がシアタードラマシティと赤坂ACTシアターで上演。作・演出は原田諒、主演は望海風斗。第23回読売演劇大賞の作品賞・上半期ベスト5に選ばれた

## DVD
- アメリカン・マフィア「完全版」DVD-BOX（CBS）

## カポネ関連書籍
- ローレンス・バーグリーン『カポネ 人と時代-愛と野望のニューヨーク篇-』
- ローレンス・バーグリーン『カポネ 人と時代-殺戮と絶望のシカゴ篇-』

## 関連作品
- ドキュメンタリー 「失われた世界の謎」シリーズ 第25回「アル・カポネの暗黒の街」（ヒストリー・チャンネル）